# 瓦西里·霍夫丁
瓦西里·霍夫丁（英文：Wassily Hoeffding，1914年6月12日—1991年2月28日）是一位芬兰统计学家和概率学家。 霍夫丁是非参数统计学的创始人之一，其中霍夫丁贡献了U-统计的思想和基本结果。 
在概率论中，霍夫丁不等式提供了随机变量之和偏离其期望值的概率上限。 

## 个人生活
霍夫丁出生于芬兰穆斯塔迈基（自 1940 年起为俄罗斯戈尔科夫斯科耶）。但是他的出生证上的出生地登记为圣彼得堡。他的父亲是一位经济学家，也是俄罗斯社会科学家，他是公众人物彼得·司徒卢威的弟子。他的祖父母是丹麦人，他父亲的叔叔是丹麦哲学家哈拉尔·霍夫丁。他的母亲，娘家姓韦登斯基，学过医学。两位祖父都是工程师。 1918 年，全家离开沙皇村前往乌克兰，在经历了内战后，最终于 1920 年离开俄罗斯前往丹麦，霍夫丁在丹麦上学。
于1924年，全家定居在柏林。 霍夫丁于1940年在柏林大学取得他的不是学位。 之后， 他和他的母亲在1946年移居到了美国。在美国，他的弟弟奥利戈当了军事史学家。

霍夫丁的骨灰安葬在北卡罗来纳州查珀尔山以南约 11 英里处的北卡罗来纳州归查塔姆县小乔治·E·尼科尔森 (George E. Nicholson, Jr.) 家族所有的土地上的一个小墓地中。

## 工作经历
1948年，他提出了U-统计的概念。
请参阅瓦西里·霍夫丁的作品集。 

## 著作
- 《马斯塔宾变量相关理论》 1940
- 《关于Biometrika中变量不独立时的秩相关系数 t 的分布》 1947
- 《一类渐近正态分布的统计量》 1948
- 《独立性的非参数检验》 1948
- 《随机变量中心极限定理》 1948 （与Herbert Robbins合著）
- 《“最优”非参数检验》 1951
- 《组合中心极限定理》 1951
- 《基于观察排列的大样本检验功效》 1952
- 《关于订单统计的期望值的分布》 1953
- 《测试效率》 1955 （与 JR罗森布拉特 合著）
- 《关于独立试验成功次数的分布》 1956
- 《分布集的可区分性（独立同分布随机变量情况下） 》 1958 （与雅各布·沃尔福威茨合著）
- 《预期样本量的下界和序贯手术的平均风险》 1960
- 《有界随机变量之和的概率不等式》1963